# Карнакський царський список
Карнакський царський список — список царів Стародавнього Єгипту, вибитий на камені у святковій залі Тутмоса III.
Неподалік від головної зали розташовано приміщення, рельєфи на стінах якого зображують ювілейні дари Тутмоса своїм 61 пращурам. У травні 1843 року археолог Еміль Присс д'Авенн потай демонтував та барельєфи та вивіз їх до Лувру.

## Фараони з Карнакського списку
Наведено загальновживані імена фараонів, за якими у дужках подано фактично записані у списку імена (якщо такі відомі). Список розділено в центрі та пронумеровано від сторін до центру.
| Лівий бік                           | Правий бік                                  |
| Верхній ряд                         | Верхній ряд                                 |
| ----------------------------------- | ------------------------------------------- |
| 1. Неферкара                        | 32. Сенусерт III (Kha-ka-re)                |
| 2. Снофру                           | 33. Себекхотеп IV (Kha-nefer-re)            |
| 3. Сахура                           | 34. Неферхотеп I (Kha-sekhem-re)            |
| 4. Ніусерра (Ini)                   | 35. Себекхотеп III (Sekhem-re-se-wadj-tawy) |
| 5. Джедкара Ісесі                   | 36. Себекхотеп II (Sekhem-re-khu-tawy)      |
| 6. пошкоджено                       | 37. Аменемхет V (S-ankh-ib-re)              |
| 7. пошкоджено                       | 38. Небіріау I (Se-wadj-en-re)              |
| 8. Джехуті                          | 39. ...kau(re) (Sekhem-re-semen-tawy)       |
| Другий ряд                          |                                             |
| 9. пошкоджено                       | 40. пошкоджено                              |
| 10. Ініотеф                         | 41. Неферхотеп II (Mer-sekhem-re)           |
| 11. Ін...                           | 42. Себекхотеп VII (Mer-kau-re)             |
| 12. Мен...                          | 43. Себекхотеп VIII? (Se-user-tawy)         |
| 13. Ініотеф                         | 44. ...ра                                   |
| 14. Теті I                          | 45. Сенефер..ра                             |
| 15. Пепі I                          | 46. Себекхотеп V (Kha-hotep-re)             |
| 16. Меренра I? (Mer-en-re)          | 47. Себекхотеп I (Kha-ankh-re)              |
| Третій ряд                          |                                             |
| 17. Аменемхет I (Se-hotep-ib-re)    | 48. Вахкаура                                |
| 18. Аменемхет II (Nebu-ka-re)       | 49. Сенебміу (Se-wah-en-re)                 |
| 19. пошкоджено                      | 50. Себекхотеп VI (Mer-hotep-re)            |
| 20. пошкоджено                      | 51. Угаф (Khu-tawi-re)                      |
| 21. Аменемхет IV (Maa-khe-ru-re)    | 52. пошкоджено                              |
| 22. Нефрусебек                      | 53. пошкоджено                              |
| 23. Ініотеф                         | 54. Рахотеп (Sekhem-re-wah-khau)            |
| Нижній ряд                          |                                             |
| 24. Сенусерт I (Kheper-ka-re)       | 55. ...ра                                   |
| 25. Таа II Секененра (Se-qen-en-re) | 56. Сенефер..ра                             |
| 26. Сенахтенра (Se-nakht-en-re)     | 57. Севадж..ра                              |
| 27. Бебіанкх (Se-user-en-re)        | 58. Сехем..ра                               |
| 28. Ініотеф VII (Nub-kheper-re)     | 59. пошкоджено                              |
| 29. Ментухотеп II (Neb-hetep-re)    | 60. пошкоджено                              |
| 30. Ментухотеп III (Se-nefer-ka-re) | 61. пошкоджено                              |
| 31. Неможливо прочитати             |                                             |